# استیون فلچر
استیون فلچر (انگلیسی: Steven Fletcher؛ زادهٔ ۲۶ مارس ۱۹۸۷) یک بازیکن فوتبال اهل اسکاتلند است.

## باشگاهی
از باشگاه‌هایی که در آن بازی کرده‌است می‌توان به ولورهمپتون واندرز، باشگاه فوتبال هیبرنین، ساندرلند، برنلی، المپیک مارسی و تیم ملی فوتبال اسکاتلند اشاره کرد.